# Griesingen
Greisingen là một đô thị thuộc huyện Alb-Donau, bang Baden-Württemberg, Đức. Đô thị này có diện tích 8,15 km², dân số thời điểm 31 tháng 12 năm 2020 là 1041 người.